# هانز أدولف بوهلر
هانز أدولف بوهلر (بالألمانية: Hans Adolf Bühler) (4 يونيو 1877 - 19 أكتوبر 1951) هو رسامٌ ألماني، كان اشتراكيًا وطنيًا سياسيًا ثقافيًا.

## من لوحاته

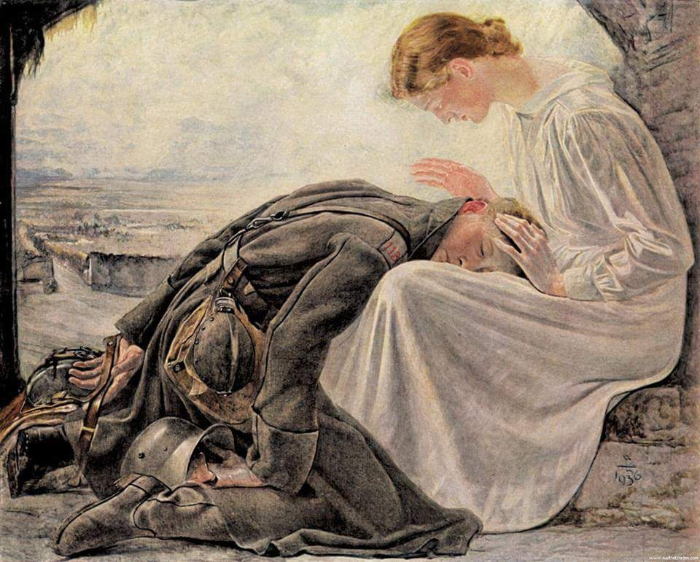
«العودة للوطن» (1936)
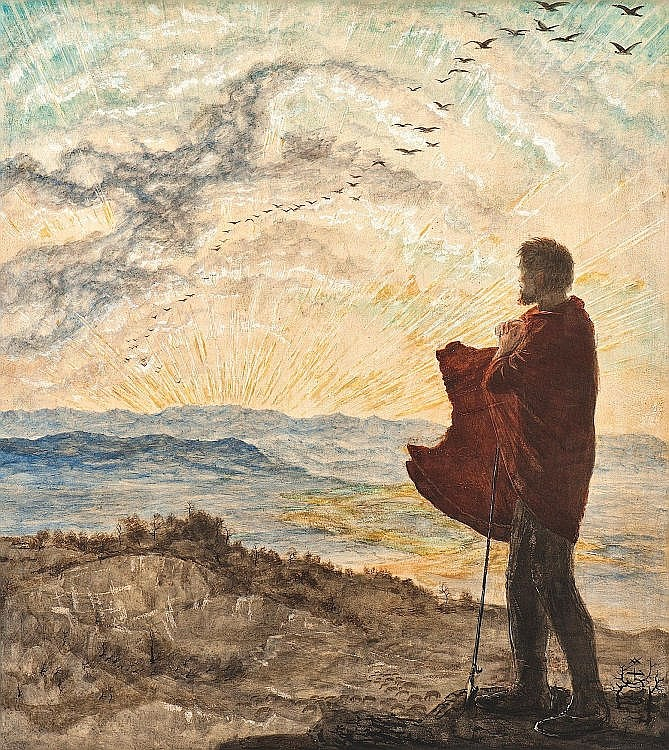
«راعي يراقب غروب الشمس» (قبل 1945)
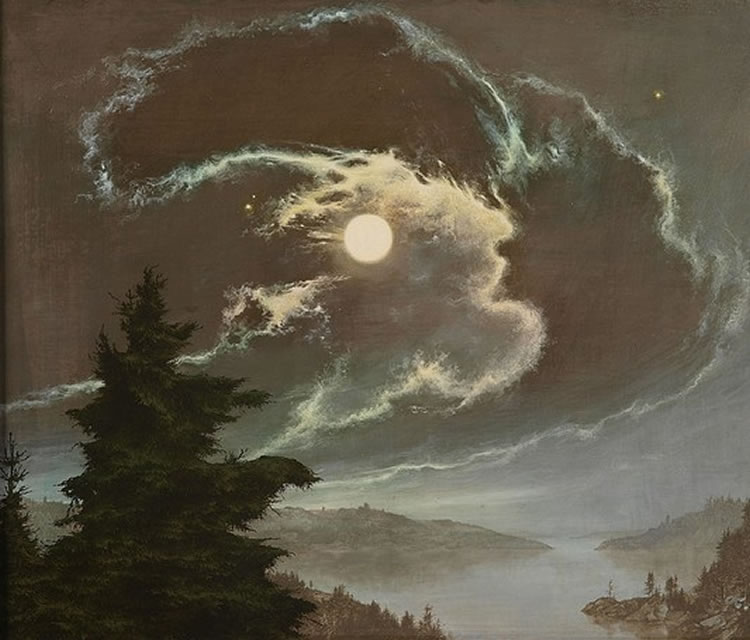
«منظر نهر الراين مع اكتمال القمر» (قبل 1945)